# Bergehalde Schacht III Höchen
Die Bergehalde Schacht III in Höchen, einem Stadtteil von Bexbach, ist eine Bergehalde, die durch das Aufschütten von Bergen aus der Steinkohlengewinnung im Untertagebau entstanden ist.
Es handelt sich bei ihr um eine weithin sichtbare Spitzkegelhalde, die markant das Landschaftsbild am Höcherberg prägt.

## Entstehung
Die Halde wurde ab 1948 als Bestandteil des Steinkohlenbergwerks Frankenholz aufgeschüttet, indem das taube Gestein, das keine Kohlen enthielt, unter Tage von Frankenholz (ca. 1,5 km) und ab 1954 auch von Bexbach (Grube St. Barbara, ca. 4 km) nach Höchen transportiert und durch die Schachtanlage „Schacht III“ der Grube Frankenholz zutage befördert wurde.
Der Schacht III hatte eine Teufe von 770 m bis zur 10. Sohle, wurde im Jahr 1896 abgeteuft und 1902 in Betrieb genommen. Die Bergbautätigkeit in Höchen endete im Jahr 1959 mit der Schließung der Grube St. Barbara Bexbach und dem Verfüllen des Schachtes.

## Lage
Da die Halde sich direkt am Hauptkamm des 518 m hohen Höcherberges befindet, stellt sie eine von weitem sichtbare Landmarke dar. Aufgrund dieser erhöhten Lage handelt es sich bei ihr um die höchstgelegene Steinkohlenbergehalde Deutschlands, deren Gipfelhöhe bei 494,3 m ü. NHN liegt.

## Tourismus

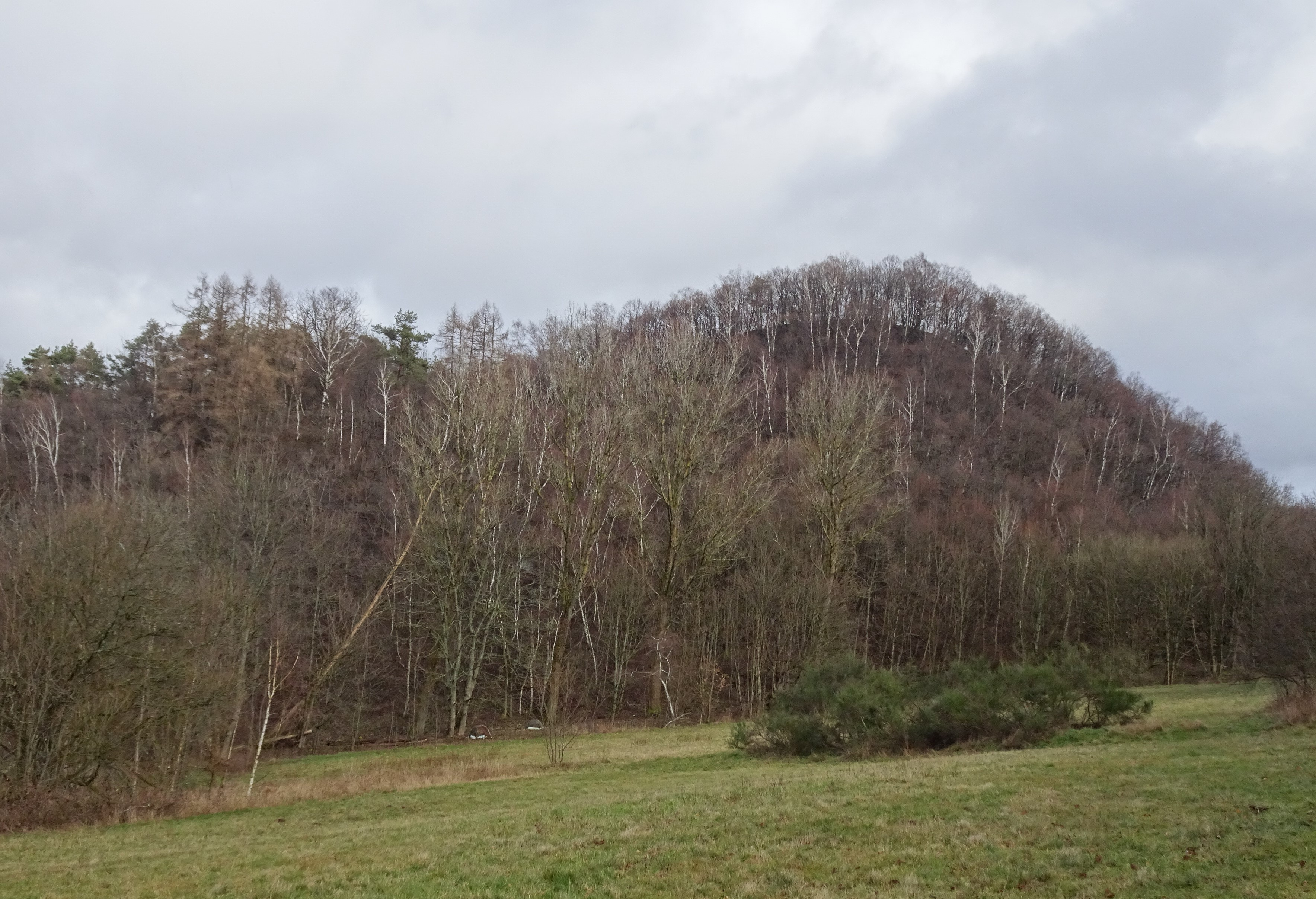
Bergehalde Schacht III Höchen

Zurzeit (Stand 2020) gibt es Bestrebungen, die Halde durch einen Wanderweg touristisch zu erschließen, um mittels der Halde als letztes erhaltenes Relikt der Grubenanlage Schacht III die Erinnerung an die Bergbaugeschichte der Höcherberg-Region zu bewahren und zudem die aufgrund der exponierten Lage hervorragende Aussicht der Bevölkerung zugänglich zu machen.